# Barranc de la Font dels Cóms
El Barranc de la Font dels Cóms és un barranc del terme municipal d'Isona i Conca Dellà, que té l'origen en l'antic terme de Benavent de la Conca, a l'enclavament de Montadó.
El barranc constitueix l'eix central de l'enclavament; neix a uns 1.070 metres d'altitud, al nord dels Pletius, ran del camí que entra a l'enclavament des de la carretera, i va baixant gradualment cap al sud-est, fins que s'aboca en el barranc de la Jona, el qual poc després entra ja en terme d'Artesa de Segre, a la Noguera.